# Seznam rimskokatoliških škofov Gradca - Sekove
Seznam rimskokatoliških škofov Škofije Gradec - Sekova.

## Seznam
- Karl I. von Friesach (1218–1230)
- Heinrich I. (1231–1243)
- Ulrich von Seckau (1243–1268
- Wernhard von Marsbach (1268–1283)
- Leopold I. (1283–1291)
- Heinrich II. (1292–1297)
- Ulrich II. von Paldau (1297–1308)
- Friedrich I. von Mitterkirchen (1308–1317)
- Wocho (1317–1334)
- Heinrich III. von Burghausen (1334–1337)
- Rudmar von Hader (1337–1355)
- Ulrich III. von Weißenegg (1355–1372)
- Augustin Münzmeister von Breisach (1372–1380)
- Johann I. von Neuberg (1380–1399), 1372 kot protiškof
- Friedrich II. von Perneck (1399–1414)
- Sigmar von Holleneck (1414–1417)
- Ulrich IV. von Albeck (1417–1431)
- Konrad von Reisberg (1431–1443)
- Georg I. Lembucher (1443–1446)
- Friedrich III. Gren (1446–1452)
- Georg II. Überacker (1452–1477)
- Christoph I. von Trautmannsdorf (1477–1480)
- Johann II. Serlinger (1480–1481)
- Matthias Scheit (1482–1502)
- Christoph II. von Zach (1502–1508)
- Matthias Scheit (1508–1512)
- Christoph III. Rauber (1512–1530), administrator, od 1508 škof koadjutor
- Georg III. von Tessing (1536–1541)
- Christoph IV. von Lamberg (1541–1546), od 1537 škof koadjutor
- Johann III. von Malentein (1546–1550)
- Philipp Renner 1551–1553), administrator
- Petrus Percic (1553–1572)
- Georg IV. Agricola (1572–1584)
- Sigmund von Arzt (1584)
- Martin Brenner (1585–1615)
- Jakob I. Eberlein (1615–1633)
- Johann IV. Markus von Altringen (1633–1664)
- Max Gandolf von Kuenburg (1665–1670)
- Wenzel Wilhelm Freiherr von Hofkirchen (1670–1679)
- Johann V. Ernst Graf von Thun und Hohenstein (1679–1687)
- Rudolf Josef von Thun (1690–1702)
- Franz Anton Adolph von Wagensperg (1702–1712)
- Josef I. Dominikus Graf von Lamberg (1712–1723)
- Karl II. Josef Graf Kuenburg (1723)
- Leopold II. Anton Eleutherius Freiherr von Firmian (1724–1727)
- Jakob II. Ernst von Liechtenstein-Kastelkorn (1728–1738)
- Leopold III. Ernst Graf Firmian (1739–1763)
- Josef II. Philipp Franz Graf von Spaur (1763–1779)
- Josef III. Adam Graf Arco (1780–1802)
- Johann VI. Friedrich Graf von Waldstein-Wartenberg (1802–1812)
- Simon Melchior de Petris (1812–1823), kot apostolski vikar
- Roman Franz Xaver Sebastian Zängerle (1824–1848)
- Joseph Othmar von Rauscher (1849–1853)
- Ottokar Maria Graf von Attems (1853–1867)
- Johann VII. Baptist Zwerger (1867–1893)
- Leopold IV. Schuster (1893–1927)
- Ferdinand Stanislaus Pawlikowski (1927–1953)
- Josef V. Schoiswohl (1954–1968)
- Johann VIII. Weber (1969–2001)
- Egon Kapellari (14. marec 2001–28. januar 2015)
- Wilhelm Krautwaschl (14. junij 2015–danes)